# Geiseltalsee-Kirche

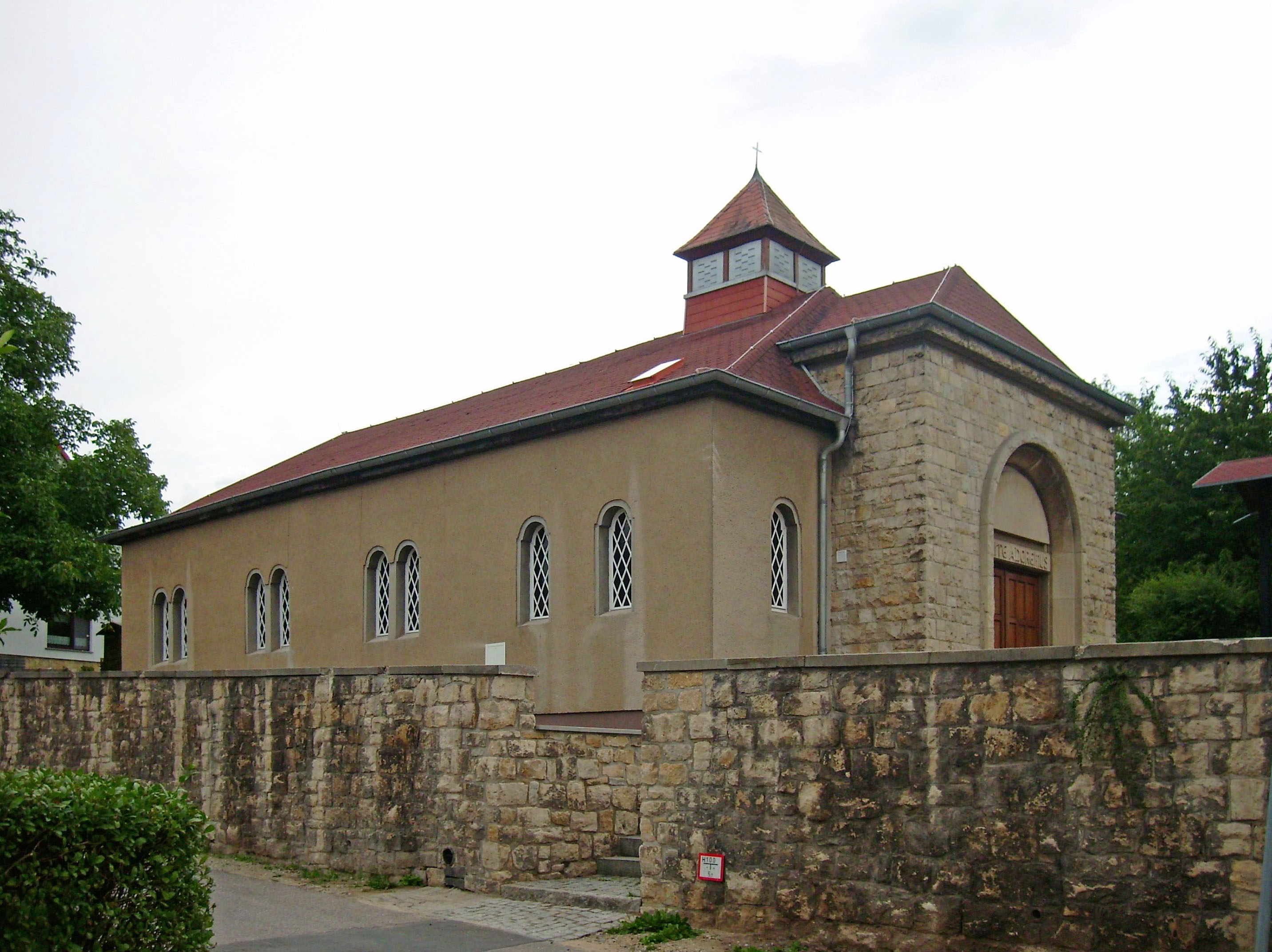
Geiseltalsee-Kirche

Die Geiseltalsee-Kirche ist eine Kirche in Neubiendorf, einem Ortsteil der Stadt Mücheln (Geiseltal) im Saalekreis in Sachsen-Anhalt. Das nach dem nahegelegenen Geiseltalsee benannte Gotteshaus wurde 1928 als auf das Herz Jesu geweihte katholische Kirche erbaut und wird heute vom Förderverein Geiseltalsee-Kirche e.V. getragen. Die im Denkmalverzeichnis des Landes Sachsen-Anhalt mit der Erfassungsnummer 094 20359 als Baudenkmal ausgewiesene Kirche befindet sich an der Ecke der Martha-Brautzsch-Straße zur Krumpaer Landstraße.

## Geschichte
Mit der 1919 erfolgten Gründung der Ortschaft Neubiendorf als Bergarbeitersiedlung zogen katholische Arbeiter und ihre Familien in die evangelisch-lutherisch geprägte Region. Für das obere Geiseltal wurde zunächst ein Saal in Stöbnitz für katholische Gottesdienste genutzt, ab 1923 der Zeichensaal der evangelischen Volksschule in Neubiendorf und schließlich der Saal des Gasthauses von Krumpa.
Der Vikar Franz Heinemann, der zunächst von Merseburg aus für das Gebiet zuständig war, wurde am 23. Mai 1927 als erster Seelsorger in Neubiendorf eingesetzt, womit die katholische Kirchengemeinde Neubiendorf gegründet wurde. Heinemann begann noch im selben Jahr mit der Errichtung eines eigenen Gotteshauses in Neubiendorf. Am 25. März 1928 erhielt die schlichte Saalkirche durch Dechant Heinrich Winkelmann aus Halle (Saale) ihre Benediktion und bekam das Patrozinium des Heiligsten Herzens Jesu. Im Jahr 1934 wurde ein Pfarrhaus am Pfarrgarten ergänzt.
Im Zweiten Weltkrieg wurden Kirche und Pfarrhaus bei Luftangriffen am 13. September 1944, 9. Februar 1945 und 8. April 1945 beschädigt. In der Endphase des Krieges und in der Zeit danach vergrößerte sich die Zahl der Katholiken in Neubiendorf weiter durch den Zuzug von Flüchtlingen und Heimatvertriebenen aus den Ostgebieten des Deutschen Reiches. Die Kirche war Filialkirche der Pfarrei St. Norbert mit Sitz in Merseburg. Das mit einem Dachreiter versehene Gotteshaus wurde beim Wiederaufbau in der Nachkriegszeit um eine Eingangsvorhalle erweitert.
Mit dem Ende des Bergbaus sank die Zahl der Katholiken im Geiseltal erheblich ab. 1996 wurde die Pfarrvikarie Mücheln, zu der die Herz-Jesu-Kirche gehörte, mit den Kirchengemeinden Großkayna und Neumark zu einem Pfarrverband zusammengeschlossen.
Die Kirche wurde profaniert, am 20. August 2006 fand in ihr der letzte Gottesdienst statt. Anschließend wurde das Gebäude dem bereits am 12. Juni 2006 gegründeten Förderverein für einen symbolischen Kaufpreis übertragen. Am 1. September 2007 wurde im Bistum Magdeburg der Gemeindeverbund Merseburg – Bad Dürrenberg – Leuna – Großkayna – Schkopau – Braunsbedra/Neumark – Bad Lauchstädt – Langeneichstädt – Mücheln gegründet. Damals gehörten zur Pfarrvikarie Mücheln rund 250 Katholiken.
Nach einer Restaurierung wurde die Kirche am 16. August 2008 als konfessionslose Kirche wieder eröffnet. Die Kirche steht im Rahmen der Öffnungszeiten für Besucher offen. Sie wird für Ausstellungen, Konzerte, Vorträge und andere kulturelle Veranstaltungen genutzt.

## Baubeschreibung
Die 10 × 20 Meter große Saalkirche wurde aus Backsteinen errichtet und weist an der Ostseite acht rundbogige Fenster auf, von denen einige als Fensterpaar gestaltet wurden. Die eingezogene Eingangshalle befindet sich im Norden und hebt sich durch Buckelquader vom Rest des verputzten Sakralbaus ab. Der Dachturm wurde über der nördlichsten Fensterachse aufgesetzt. Über dem Eingang finden sich die lateinischen Worte venite adoremus (deutsch: Komm, lass uns beten).

## Ausstattung

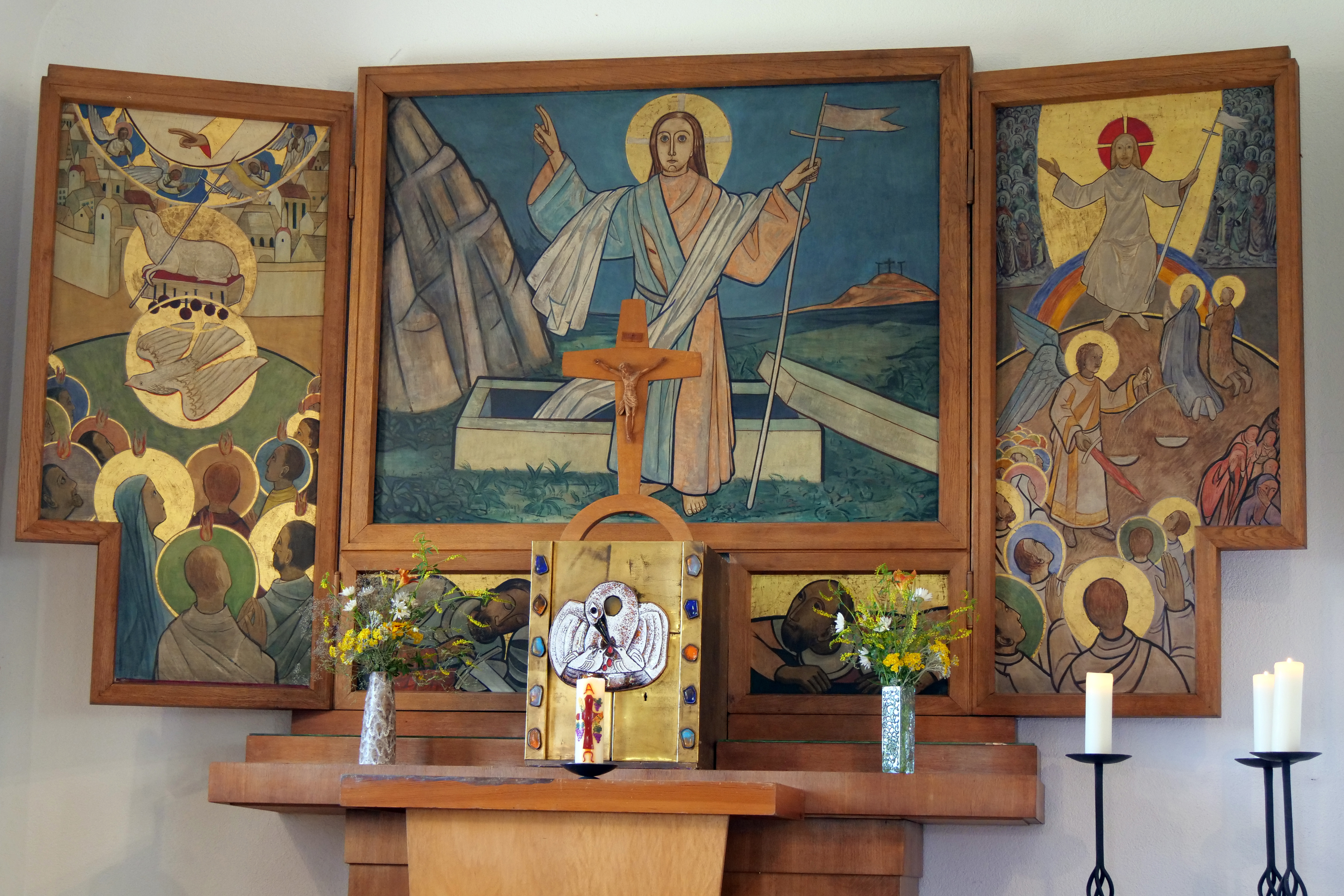
Altar in der Geiseltalsee-Kirche

Die Ausstattung wurde schrittweise durch Spenden ermöglicht. So bekam die Kirche eine erste Orgel im Jahr 1933. 1952 wurde eine vom Merseburger Orgelbauunternehmen Rudolf Kühn erbaute Orgel angeschafft. Das Taufbecken wurde 1943 aufgestellt.
Die Innenausstattung stammt in großen Teilen aus den 1950er Jahren. Der Flügelaltar, 1954 von Meinolf Splett (Halle (Saale)) geschaffen, zeigt im größten Bild die Auferstehung Jesu Christi. Der linke Flügel stellt das Pfingstwunder, der rechte Flügel die Wiederkunft Jesu Christi und das Jüngste Gericht dar. Als Symbol für die Eucharistie zeigt eine Darstellung auf dem Tabernakel einen Pelikan, der sich die Brust aufreißt, um seine Jungen mit Blut zu füttern. Die beiden Statuen links und rechts vom Altarraum stellten Maria (Mutter Jesu) und Josef von Nazaret dar.